# Laurhervasia namibica
Laurhervasia namibica là một loài côn trùng trong họ Nemopteridae thuộc bộ Neuroptera. Loài này được Mansell miêu tả năm 1980.